# Nierembergia veitchii
Nierembergia veitchii és una espècie de planta verinosa del gènere Nierembergia dins la família solanàcia. És planta nativa de l'Argentina a les províncies de Jujuy, Salta, Catamarca, Tucumán i Santiago del Estero i parts adjacents del Brasil.
A Espanya figura dins la llista de plantes de venda regulada.

## Descripció
Nierembergia veitchii és una planta reptant que fa fins a 40 cm de llargada. Les seves fulles són el·líptiques. Les flors són blanques o blaves i tenen forma de campana. Viu en sòls humits 

## Toxicitat
Nierembergia veitchii conté un glucòsid calcinogènic que pot provocar la calcinosi que provoca anomalies del fetus i de l'esquelet
Entre 2001 i 2006, aquesta planta va provocar l'enverinament d'ovelles per la calcionsi · .